# Ворков, Сергей Степанович
Сергей Степанович Ворков (13 августа 1911 — 27 марта 1987) — советский морской офицер, контр-адмирал (8 августа 1953), кандидат военно-морских наук.

## Биография
Родился в Гродно в семье рабочего. Вскоре семья переехала в пос. Фабричный (ныне часть поселка Лальск Кировской области). Окончив в 1927 году Фабричную семилетнюю школу, поступает в Велико-Устюгское речное училище. Осенью 1931 года направлен в Печорское речное пароходство техником по судостроению в затон Щельяюр. В 1933 году назначен ответственным за судоремонт флота всего Печорского пароходства, также заочно окончил два курса Московского энерготеплотехнического института, здесь же он стал коммунистом. В том же году призван на службу в Военно-Морской флот.
Окончил в январе 1936 года курсы ускоренной подготовки командного состава Балтийского флота и в звании лейтенанта был направлен в Севастополь, где проходил службу на базовых тральщиках Черноморского флота в должности штурмана и помощника командира. В феврале-июле 1938 года командовал тральщиком «Минреп» и в июле 1938 — ноябре 1940 года тральщиком «Щит». В ноябре 1940 года старший лейтенант Ворков был назначен командиром эскадренного миноносца «Сообразительный».

## Участие в Великой Отечественной войне
В 1941 году эскадренный миноносец «Сообразительный» под командованием Воркова участвовал в обороне Одессы, эскортируя транспорты, перевозя грузы и людей, поддерживая огнём обороняющиеся войска. Во время Керченско-Феодосийской десантной операции осуществлял огневую поддержку действиям десантных войск.
В 1942 году эскадренный миноносец «Сообразительный» под командованием капитан-лейтенанта Воркова осуществлял артиллерийскую поддержку действиям десантных войск во время Судакской десантной операции, поддерживал огнём обороняющиеся советские войска под Севастополем и Новороссийском, прорывал воздушную и морскую блокаду противника на подходах к Севастополю, участвовал в спасении раненых, женщин и детей с повреждённого лидера «Ташкент». В 1942 году приказом командующего Черноморским флотом «за проявленное при этом мужество и доблесть» награждён двумя орденами Красного Знамени.
В 1943 году эскадренный миноносец «Сообразительный» под командованием капитана 3-го ранга Воркова участвовал в обстреле позиций германских войск в районе Новороссийска и 1 марта был удостоен звания гвардейского.
25 декабря 1944 года гвардии капитан 2-го ранга Ворков был награждён орденом Отечественной войны I степени. 28 декабря того же года назначен начальником 1-го дивизиона эскадренных миноносцев эскадры Черноморского флота. В 1945 году награждён орденом Нахимова II степени.

## Послевоенная служба
С июля 1945 года командовал трофейным крейсером «Нюрнберг», в феврале 1946 года подписал протокол об окончательной передаче его от немецкой команде к советской, в ВМФ СССР крейсер получил наименование «Адмирал Макаров». За участие в операции по переводу трофейных кораблей был награждён орденом Отечественной войны II степени.
В 1947—1950 годах капитан 2-го ранга Ворков обучался в Военно-морской академии. 22 марта 1950 года присвоено звание капитана 1-го ранга. После окончания академии занимал должности начальника штаба и командира бригады крейсеров. 8 августа 1953 года присвоено звание контр-адмирала. В том же году за выслугу лет награждён третьим орденом Красного Знамени. В 1954—1956 годах занимал должность начальника штаба — заместителя командующего Беломорской военной флотилией.
В 1959—1961 годах занимал должность старшего уполномоченного Балтийской группы приёмки кораблей для военно-морского флота. В октябре 1961 года — июле 1962 года обучался на Академических курсах офицерского состава Военно-морской академии.
В 1962—1966 годах занимал должность начальника отдела 14-го института ВМФ. В 1967 году присвоена учёная степень кандидата военно-морских наук. С 1969 года — в отставке.
В отставке занимался военной наукой, педагогической деятельностью, опубликовал 7 книг и около 400 очерков.
Похоронен на Серафимовском кладбище.

## Память
Почётный гражданин поселка Щельяюр республики Коми.
Его именем в 2018 году названа улица в Гродно.

## Сочинения
- С. С. Ворков. Ложусь на боевой курс: повесть. — Сыктывкар: КОМИ кн. изд-во,1971. — 93 с.
- С. С. Ворков. Мили мужества: документальная повесть. — Киев: Политиздат, 1972. — 116 с.
- С. С. Ворков. Сохрани алые паруса: повесть. — М.: Воениздат, 1977. — 112 с.
- С. С. Ворков. Флаг на гафеле. — М.:Воениздат,1962. — 128 с.
- С. С. Ворков. Черноморцы. М., 1973.
- С. С. Ворков. Морская гвардия: о гвардейских кораблях и частях Краснознамённой Балтики. — Лениздатъ, 1990. — 140 c.